# Gallet (futbolista)
Ernesto Soler Sastre (Oliva, 3 de mayo de 1930-San Sebastián, 3 de julio de 2025), conocido como Gallet, fue un futbolista español que se desempeñó en la posición de centrocampista. Disputó un total de seis temporadas en Primera División (con el Real Valladolid y la Real Sociedad) y otras cuatro en Segunda (con los tres clubes de la provincia de Alicante y el Real Valladolid).

## Trayectoria
| Club                    | Años        | Partidos (Goles) |
| ----------------------- | ----------- | ---------------- |
| Elche Club de Fútbol    | 1949 - 1950 | 9 (3)            |
| Hércules Club de Fútbol | 1951 - 1952 | 2 (0)            |
| Club Deportivo Alcoyano | 1953 - 1954 | 23 (2)           |
| Real Valladolid         | 1955 - 1961 | 108 (16)         |
| Real Sociedad de Fútbol | 1961 - 1962 | 8 (1)            |